# Roman psychologique

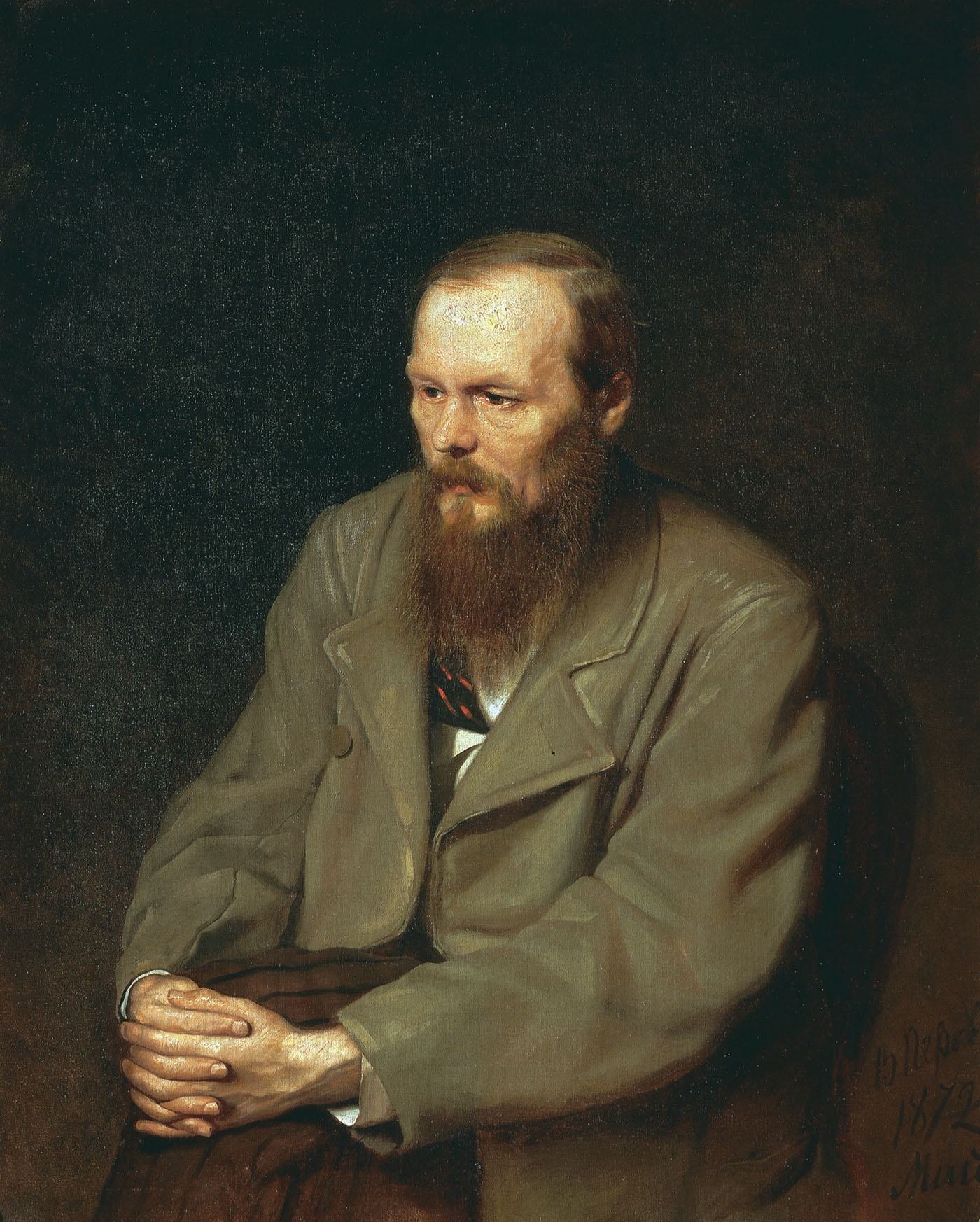
Fiodor Dostoïevski, avec Crime et Châtiment et Les Frères Karamazov, approfondit la conscience des personnages dans ce qui s'est appelé par la suite « roman psychologique » — le grand apport russe au réalisme.

Le roman psychologique (ou roman d'analyse psychologique, également connu comme « réalisme psychologique »), est une œuvre de fiction en prose qui met l'accent sur la caractérisation intérieure de ses personnages, ses motivations, circonstances et actions internes qui naissent ou se développent à partir des actions externes. Le roman psychologique « met en second plan la narration pour favoriser la description des états d'âme, les passions et les conflits psychologiques » des personnages.

## Techniques
Le roman psychologique ne fait pas que relater des événements : il explique la cause et la finalité de ces actions. Dans ce genre de littérature, le personnage et sa caractérisation sont plus développés et approfondis que dans un autre genre : l'auteur s'attache à l'analyse psychologique de ses personnages. Le roman psychologique peut ainsi s'appeler le roman de l'« homme intérieur ».
Ainsi, dans la préface à Pierre et Jean, Guy de Maupassant indique que le roman d’analyse veut dévoiler « tous les mobiles les plus secrets qui déterminent nos actions, en n’accordant au fait lui-même qu’une importance très secondaire ». 
Dans de nombreux cas, l'écrivain utilise les techniques de courant de conscience ou de monologues intérieurs pour mieux illustrer le travail interne de l'esprit humain, ainsi que l'inclusion de flashbacks. Une autre ressource utilisée pour rechercher à l'intérieur des personnages, est l'utilisation de textes émanant directement du personnage, comme des journaux intimes ou des correspondances.

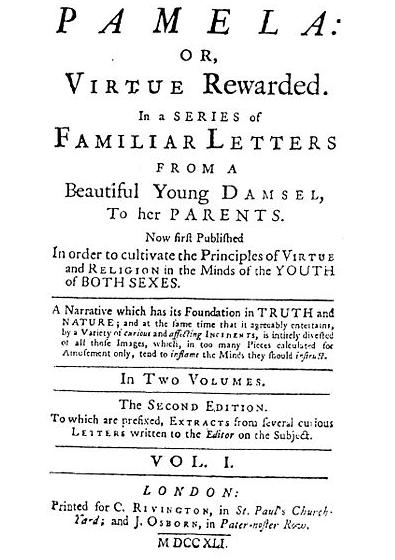
Paméla ou la Vertu récompensée de Samuel Richardson (1740) peut être considérée comme précurseur de la nouvelle psychologique réaliste.

## Historique
Le Dit du Genji, écrit au Japon au XIe siècle, est considéré comme le premier roman psychologique,.
Dans la littérature occidentale, les origines du roman psychologiques peuvent remonter à Fiammetta, écrit en 1344 par Giovanni Boccaccio ; c'est-à-dire avant que l'on invente le terme « psychologie ». Un autre exemple est Don Quichotte de Miguel de Cervantes (1605).
La Princesse de Clèves de Madame de La Fayette (XVIIe siècle) est considéré comme le premier roman précurseur du roman psychologique. Plus tard, le roman psychologique par excellence en français est Le Rouge et le Noir de Stendhal.
Le premier essor du roman psychologique en tant que genre littéraire s'établit avec le roman sentimental, duquel Paméla ou la Vertu récompensée de Samuel Richardson (1740) est un premier exemple. Sa force réside précisément dans la connaissance du cœur humain, dessinant les contours du sentiment, de ses changements ; le motif dominant de l'œuvre est cette analyse minutieuse des sentiments du protagoniste, captant clairement les émotions.
Les grands romans psychologiques sont ceux de Fiodor Dostoïevski. Dans son œuvre la plus célèbre, Crime et Châtiment, le roman psychologique atteint son apogée, voyant se débattre l'individu entre l'acceptation d'un tourment ou la justification de son acte.
Le roman psychologique moderne, selon l’Encyclopedia of the Novel, prend ses origines dans les œuvres du prix Nobel norvégien Knut Hamsun, en particulier La Faim (1890), Mystères (1892), Pan (1894) et Victoria (1898).
Aux États-Unis, Henry James, Arthur Miller et Edith Wharton sont considérés comme les plus importants contributeurs de la pratique du réalisme psychologique.

## Romans psychologiques notables
- Le Page disgracié, de Tristan L'Hermite (1643)
- Lettres d'une religieuse portugaise, de Guilleragues (1669)
- La Princesse de Clèves, de Madame de La Fayette (1678)
- Adolphe, de Benjamin Constant (1816)
- Le Rouge et le Noir, de Stendhal (1830)
- Humiliés et offensés, de Fiodor Dostoïevski (1862)
- Dominique, d'Eugène Fromentin (1863)
- Crime et Châtiment, de Fiodor Dostoïevski (1866)
- Les Frères Karamazov, de Fiodor Dostoïevski (1878-1880)
- Une vie, d'Italo Svevo (1892)
- Sénilité, d'Italo Svevo (1898)
- Les Buddenbrook, de Thomas Mann (1901)
- Feu Mathias Pascal, de Luigi Pirandello (1904)
- À la recherche du temps perdu, de Marcel Proust (1909-1922)
- Les Gens de Dublin, de James Joyce (1914)
- Le Démon de midi, de Paul Bourget (1914)
- La Métamorphose, de Franz Kafka (1915)
- Ulysse, de James Joyce (1922)
- La Conscience de Zeno, d'Italo Svevo (1923)
- Le Procès, de Franz Kafka (1925)
- Un, personne et cent mille, de Luigi Pirandello (1925)
- Le Château, de Franz Kafka (1926)
- La Promenade au phare, de Virginia Woolf (1927)
- Thérèse Desqueyroux, François Mauriac (1927)
- Voyage au bout de la nuit, Louis-Ferdinand Céline (1932)
- La Marche de Radetzky, de Joseph Roth (1932)
- L'Homme sans qualités, de Robert Musil (1930-1933)
- Le Tunnel, d'Ernesto Sábato (1948)